# Hormônio liberador de gonadotrofina

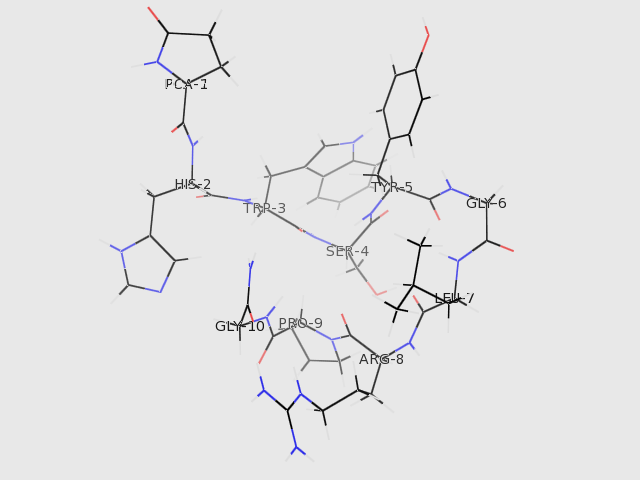
A estrutura do GNRH1 (do PDB 1YY1)

Hormônio liberador de gonadotrofina (português brasileiro) ou hormona libertadora de gonadotrofina (português europeu) (também conhecido pela sigla GnRH, do inglês Gonadotropin-Releasing Hormone) é um hormônio peptídico liberado pelo hipotálamo que estimula a hipófise a liberar o hormônio folículo-estimulante de gonadotrofinas e hormônio luteinizante, que são necessários à gametogênese e a esteroidogênese de mamíferos. O peptídeo pertence à família de hormônios liberadores de gonadotrofinas, e constitui o passo inicial no eixo hipotálamo-hipófise-gonadal.

## Estrutura
A identidade do GnRH foi esclarecida pelos vencedores do Nobel de 1977 Roger Guillemin e Andrew V. Schally:
pyroGlu-His-Trp-Ser-Tyr-Gly-Leu-Arg-Pro-Gly-NH2

## Síntese
O gene, GNRH1, para o precursor de GnRH está localizado no cromossomo 8 e é expresso exclusivamente em uma população discreta de neurônios no hipotálamo. Nos mamíferos, o produto final do decapeptídeo linear é sintetizado a partir de um pré-hormônio de 92 aminoácidos no hipotálamo anterior pré-óptico. É o alvo de vários mecanismos reguladores do eixo hipotálamo-hipófise-gonadal, como o efeito bimodal do estrogênio, com influência tanto inibitória quanto estimuladora na secreção de GnRH.

## Função
Os terminais nervosos do GnRH envolvidos na regulação da função hipofisária anterior residem na eminência mediana, onde o GnRH é liberado na vasculatura do portal hipofisário.
De lá, ele é transportado para a glândula pituitária, que contém as células gonadotrópicas, onde o GnRH ativa seu próprio receptor, o receptor do hormônio liberador de gonadotropina (GnRHR), um receptor acoplado à proteína G de sete transmembranas, que estimula a ativação da fosfolipase C e a produção de inositol trifosfato, que resulta na mobilização do cálcio, na produção de diacilglicerol e na ativação da proteína quinase C. Isso resulta na ativação de proteínas envolvidas na síntese e secreção das gonadotrofinas LH e FSH. O GnRH é degradado por proteólise em poucos minutos. 
A atividade do GnRH é muito baixa durante a infância e é reativada no início da puberdade. Os pulsos de GnRH são fundamentais para o sucesso da função reprodutiva. No entanto, uma vez estabelecida a gravidez, a atividade de GnRH não é necessária. A atividade pulsátil pode ser interrompida pela doença hipotalâmica-hipofisária, seja por disfunção (ou seja, supressão hipotalâmica) ou lesões orgânicas (trauma, tumor). Níveis elevados de prolactina diminuem a atividade de GnRH. Por outro lado, a hiperinsulinemia aumenta a atividade do pulso, levando à atividade desordenada de LH e FSH, como observado na síndrome dos ovários policísticos. A formação de GnRH está ausente congenitamente na síndrome de Kallmann.

### Controle de FSH e LH
O GnRH estimula a secreção hipofisária do hormônio luteinizante (LH) e do hormônio folículo-estimulante (FSH). Esses processos são controlados pelo tamanho e frequência dos pulsos de GnRH, bem como pelo feedback de andrógenos e estrógenos. Os pulsos de GnRH de baixa frequência são necessários para a liberação de FSH, enquanto os pulsos de GnRH de alta frequência estimulam os pulsos de LH de maneira individual.
Existem diferenças na secreção de GnRH entre mulheres e homens. Nos homens, o GnRH é secretado em pulsos a uma frequência constante; no entanto, nas mulheres, a frequência dos pulsos varia durante o ciclo menstrual, e há um grande aumento de GnRH imediatamente antes da ovulação.
A secreção de GnRH é pulsátil em todos os vertebrados e é necessária para a correta função reprodutiva. Assim, um único hormônio, GnRH1, controla um processo complexo de crescimento folicular, ovulação e manutenção do corpo lúteo na mulher e espermatogênese no homem.

### Como um neurohormônio
O GnRH é considerado um neurohormônio, um hormônio produzido em uma célula neural específica e liberado em seu terminal neural. Uma área chave para a produção de GnRH é a área pré-óptica do hipotálamo, que contém a maioria dos neurônios secretores de GnRH. Os neurônios da GnRH se originam no nariz e migram para o cérebro, onde estão espalhados por todo o septo medial e hipotálamo e conectados por dendritos muito maiores >1 milímetro. Eles são agrupados para receberem entrada sináptica compartilhada, um processo que lhes permite sincronizar sua versão do GnRH.

Os neurônios GnRH são regulados por muitos neurônios aferentes diferentes, usando vários transmissores diferentes (incluindo noradrenalina, GABA, glutamato).